# 미카와미야역
미카와미야역(일본어: 三河三谷駅 미카와미야에키[*])은 일본 아이치현 가마고리시에 있는 도카이 여객철도의 철도역이다.
미야 온천에서 가장 가까운 역으로, 신쾌속부터 보통까지의 열차가 정차한다.

## 역 구조
상대식 2면 2선 구조의 지상역이다. 역사는 하행선 쪽에 있으며, 상하행 승강장과는 구름다리로 이어져 있다.
가마고리역이 관리하는 업무 위탁역으로, 영업은 도카이 교통 사업이 대신 하고 있다.

### 승강장
| 1 | ■ 도카이도 본선 | 오카자키 · 나고야 방면   |
| 2 | ■ 도카이도 본선 | 도요하시 · 하마마쓰 방면 |

## 역세권 정보
- 국도 제23호선
- 미야 온천

## 역사
- 1929년 7월 3일 - 일본국유철도 도카이도 본선의 고유 역 (지금의 아이치오토 역) ~ 가마고리 역 사이에 신설 개업.
- 1987년 4월 1일 - 민영화에 따라 도카이 여객철도의 소속이 되었다.
- 2006년 11월 25일 - TOICA의 사용이 개시되었다.

## 인접역
| 도카이 여객철도 도카이도 본선 | 도카이 여객철도 도카이도 본선 | 도카이 여객철도 도카이도 본선 |
| ----------------------------- | ----------------------------- | ----------------------------- |
| 도요하시 방면                 | ■ 신쾌속·쾌속                 | 가마고리 나고야·오가키 방면   |
| 미카와오쓰카 도요하시 방면    | ■ 구간쾌속·보통               | 가마고리 나고야·오가키 방면   |